# Centralia (Illinois)
Centralia – miasto w Stanach Zjednoczonych, w stanie Illinois. W 2000 roku populacja wyniosła 14 136 osób. W 2023 roku liczba mieszkańców spadła do 11 848 osób, a gęstość zaludnienia poniżej 593 osób/km².

## Klimat
Miasto leży w strefie klimatu subtropikalnego, umiarkowanego, łagodnego bez pory suchej i z gorącym latem, należącego według klasyfikacji Köppena do strefy Cfa. Średnia temperatura roczna wynosi 12,8 °C, a opady 1104,9 mm (w tym do 22,4 cm opadów śniegu). Średnia temperatura najcieplejszego miesiąca – lipca wynosi 25,6 °C, natomiast najzimniejszego 0,0 °C. Najniższa zanotowana temperatura wyniosła –23,9 °C a najwyższa 43,3 °C. Miesiącem o najwyższych opadach jest maj o średnich opadach wynoszących 127,0 mm, natomiast najniższe opady są w styczniu i wynoszą średnio 66,0.

## Demografia
źródła:

## Zanane osoby
29 sierpnia 1940 urodził się tu James Brady, amerykański polityk, w latach 1981–1989 rzecznik Ronalda Reagana.